# Pistolet Beretta Mod. 1935
Beretta Model 1935 – włoski pistolet samopowtarzalny. W czasie II wojny światowej broń boczna żołnierzy Regia Marina (marynarki) i Regia Aeronautica (lotnictwa włoskiego).

## Historia
W 1931 roku Beretta rozpoczęła produkcję pistoletu Model 1931 kalibru 7,65 mm Browning przeznaczonego dla Regia Marina. W rok później powstał eksperymentalny pistolet M1932 opracowany na zamówienie Regio Esercito (wojsk lądowych). Był on produkowany w krótkich seriach, w wersjach kalibru 7,65 mm Browning i 9 mm Short. Ostatecznie włoskie wojska lądowe zdecydowały się przyjąć do uzbrojenia zmodyfikowaną wersję pistoletu M1931 kalibru 9 mm Short oznaczoną jako Model 1934.
Podstawową modyfikacją w stosunku do M1931 był w M1934 nowy mechanizm spustowo-uderzeniowy z kurkiem wyposażonym w ząb zabezpieczający. Po rozpoczęciu produkcji pistoletu M1934 w biurze konstrukcyjnym rozpoczęto prace nad jego wersją kalibru 7,65 mm. Nowy pistolet był produkowany od 1935 roku i zastąpił na liniach produkcyjnych pistolet M1931.
Pistolet M1935 był rozwinięciem pistoletu M1934, ale Beretta traktowała go jako rozwinięcie M1931 (numery seryjne pistoletów M1935 pochodziły z bloku 400 000 wcześniej należącego do pistoletu M1931). Pomimo że pistolety M1934 i M1935 były pod względem konstrukcyjnym identyczne (taki sam był kształt i współdziałanie części) drobne różnice wymiarowe sprawiały, że części obu pistoletów są niewymienne.
Pistolety M1935 znalazły się na uzbrojeniu Regia Marina (oznaczenia RM na szkielecie) i Regia Aeronautica (RA). Od 1941 roku pojawiają się pistolety M1935 z wybitymi na szkielecie oznaczeniem RE co świadczy, że pewna liczba tych pistoletów znalazła się na uzbrojeniu Regia Esercito.
We wrześniu 1943 roku Włochy skapitulowały przed aliantami. Zakłady Beretta znajdowały się na terenie kontrolowanym przez jednostki niemieckie i zostały przejęte przez władze okupacyjne. Produkcje pistoletów M1935 kontynuowano. Nieustaloną liczbę tych pistoletów wyprodukowano także w 1944 roku dla Wehrmachtu w zakładach SA Armaguerra w Cremonie.
Po wyzwoleniu Włoch przez Aliantów produkcję pistoletu M1935 kontynuowano do 1949 roku. W 1954 roku produkcje wznowiono i kontynuowano do 1967 roku kiedy ją ostatecznie zakończono.

## Opis techniczny
Pistolet Beretta M1935 działał na zasadzie wykorzystania energii odrzutu zamka swobodnego. Mechanizm spustowy bez samonapinania kurka umożliwiał tylko ogień pojedynczy.
Bezpiecznik skrzydełkowy po lewej stronie szkieletu blokujący spust. Dodatkowo pistolet był wyposażony w bezpiecznik magazynkowy (blokujący kurek po wyjęciu magazynka), od strzałów przedwczesnych (jego rolę pełniła odpowiednio ukształtowana szyna spustowa) oraz ząb zabezpieczający na kurku.
Do zasilania służył magazynek pudełkowy, jednorzędowy, zawierający 7 naboi.
Lufa miała 4 bruzd prawoskrętnych.
Przyrządy celownicze stałe (muszka i szczerbinka).